# Bulinus crystallinus
Bulinus crystallinus е вид коремоного от семейство Planorbidae.

## Разпространение
Видът е разпространен в Ангола.